# Works Progress Administration

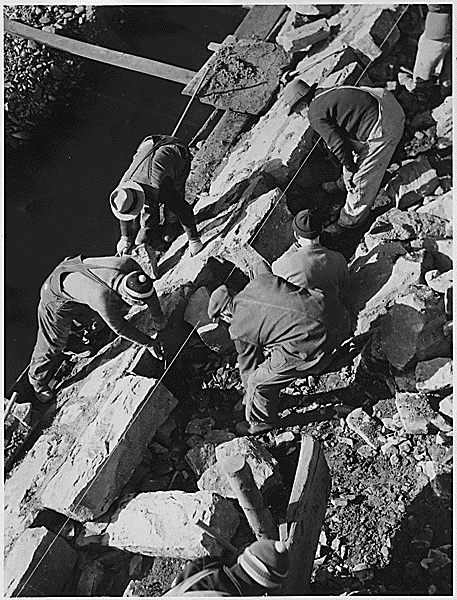
Vägbygge.

Works Progress Administration, från 1939 Work Projects Administration, (WPA) var en myndighet i USA som under 1930-talets lågkonjunktur skapade beredskapsarbeten mellan 1935 och 1943. Man byggde bland annat vägar, men även kulturarbete förekom. Bland annat intervjuade man tidigare slavar från tiden fram till mitten av 1860-talet.